# Медунецкий, Константин Константинович
Константин (Казимир) Константинович Медунецкий (9 (22) июня 1900, Москва — 1935) — советский художник, дизайнер, оформитель, один из создателей конструктивизма в живописи.

## Биография
Его отец — Константин Никодимович Медунецкий, потомственный дворянин. Мать — Екатерина Ивановна, двинская дворянка. Дед Казимира — Никодим Бонифатьевич Медунецкий был представителем древнего дворянского рода и проживал в собственном доме в городе Динабурге (ныне — Даугавпилс). В Москве семья Медунецких проживала в доме купеческого собрания на Малой Дмитровке, в доме № 6. Константин Никодимович имел собственную слесарную мастерскую, работал специалистом по инженерному оборудованию зданий. Константин-младший в 1913 году поступил в Императорское Строгановское центральное художественно-промышленное училище. Отучившись четыре года, он успешно окончил театрально-декорационное отделение.
В 1919 году было создано Общество Молодых Художников (ОБМОХУ). Одним из его создателей и активных участников становится Константин (Казимир) Медунецкий. Общество за пять лет существования (с 1919 по 1923 годы) провело четыре выставки. Участие в выставках давало конструктивистам неоценимый опыт. С 1920 года Казимир является членом Института художественной культуры в Москве — известном как Инхук.
В январе 1921 года Казимир Медунецкий и братья Стенберги организуют выставку, на которой были представлены разработки Лаборатории Конструктивистов. В экспозиции было более 60 работ: проекты пространственно-конструктивных сооружений, цвето-конструкции, конструкции пространственных сооружений. В качестве материалов использовались железо, медь, сталь, стекло. Автором половины представленных работ был Константин Константинович Медунецкий. Лаборатория Конструктивистов размещалась в Москве по адресу: Божедомский переулок, дом 18, квартира 3.
В 1922 году конструктивисты принимают участие в выставке в берлинской галерее Ван Демена. Именно в ходе этой выставки Ромуальдом Войциком были приобретены 13 шедевров художников-авангардистов (Марк Шагал, Казимир Малевич, Казимир Медунецкий).

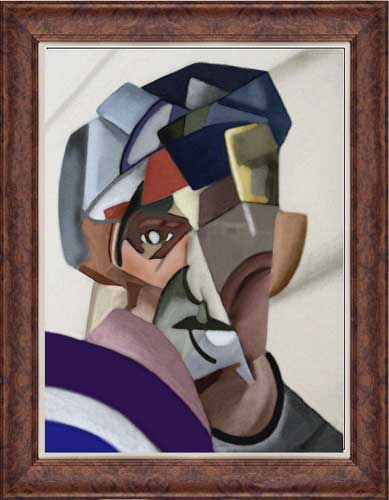
Казимир Медунецкий. Автопортрет. Цветовая реконструкция

С середины 1920-х годов Казимир принимает активное участие в оформлении декораций Московского камерного театра. В частности, известны его работы для спектакля «На дне» по пьесе М. Горького. В 1924 году на сцене этого театра ставится спектакль по драме А. Н. Островского «Гроза», декорации для которого были выполнены Казимиром Медунецким и братьями Стенбергами. Вместе с театром они гастролируют по европейским городам. Судя по сохранившимся письмам, в марте 1923 года театр был на гастролях в Париже. Казимир сообщает, что в Париже знают не только их имена, но и их работы по репродукциям с Берлинской выставки. В Париже они посещают мастерскую Пабло Пикассо, основоположника кубизма. Под впечатлением его творчества Казимир пишет автопортрет. Общение с великими европейскими мастерами кисти и мэтрами живописи подталкивало к новым свершениям, новым фантазиям. В мае 1923 года театральная труппа отправляется сначала в Мюнхен, а затем в Прагу. В мае 1925 года Казимир пишет домой письма из Севастополя и Батуми.

## Семья
В период с 1923 по 1925 годы родители Казимира находятся в Лосиноостровском посёлке.
С ними проживает и гражданская жена Казимира — Елизавета Сергеевна Толстопятова (1901 г., Москва — 20.12.1994 г., Москва).

## Творчество
На международном аукционе выставлен альбом набросков Казимира Медунецкого About the Artist Konstantin Konstantinovic Meduneckij (1900—1935)